# Franz von Som
Franz von Som (* 1. Juli 1688 in Hamburg; † 31. Oktober 1766 ebenda) war ein deutscher Jurist und Archivar.

## Leben
Som war ein Sohn des Hamburger Kaufmanns Franz von Som und Maria de la Camp.
Er besuchte das Akademische Gymnasium in Hamburg und studierte anschließend Jurisprudenz an der Universität Altdorf und der Universität Orléans. An der letzten Universität promovierte er 1715 zum Lizenziat der Rechte.
Nach seinem Studium kehrte Som nach Hamburg zurück und ließ sich hier als Advokat nieder. Am 13. November 1724 wurde er zum Archivar der Stadt gewählt. 1747 wurde ihm das Protonotariat angeboten, Som aber lehnte ab und führte sein Amt als Archivar, ab 1752 mit einem ihm zur Seite gestellten Adjunkten, bis zu seinem Tod fort.
Im Jahr 1750 reiste Som mit dem Senatssyndicus Johann Klefeker (1698–1775) und dem späteren Bürgermeister Lucas von Spreckelsen (1691–1751) nach Kiel und schloss dort den Pfand- und Leihvertrag mit Holstein ab. Die Stadt Hamburg hatte dem Herzog Karl Peter Ulrich von Holstein-Gottorf auf 20 Jahre Geld geliehen und erhielt dafür als Pfand Teile der Ämter Reinbek und Trittau.

## Werke
- Exercitatio de Brachmanibus philosophis Indorum. Conrad Neumann, Hamburg 1708, OCLC 830671346 (Digitalisat auf den Seiten der Niedersächsischen Staats- und Universitätsbibliothek Göttingen [abgerufen am 15. Februar 2015]).
- Disputatio de Carrocio ex iure militari medii aevi. Kohles, Altdorf bei Nürnberg 1711, OCLC 634872141 (Digitalisat auf den Seiten der Bayerischen Staatsbibliothek [abgerufen am 15. Februar 2015]).